# De rode molen
De rode molen is een schilderij van de Nederlandse schilder Piet Mondriaan in het Kunstmuseum Den Haag.

## Voorstelling

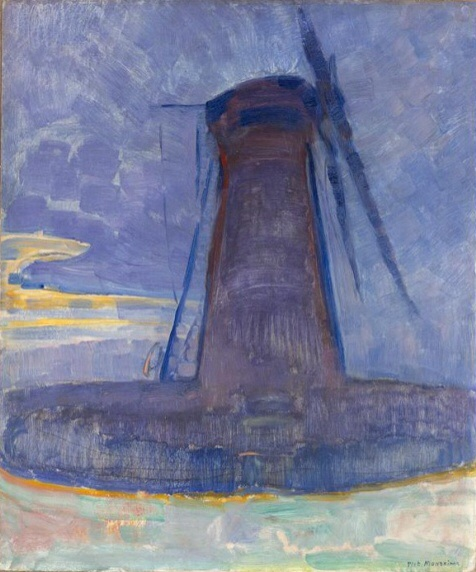
Piet Mondriaan. Molen bij Domburg. 1908. Den Haag, Gemeentemuseum Den Haag.

Het stelt de korenmolen Weltevreden in Domburg voor. Mondriaan bracht in 1908, 1909 en 1910 zijn vakantie door in Domburg. De versie die Mondriaan in 1908 van deze molen schilderde in nog helemaal in de stijl van het luminisme. De versie uit 1911 is nog verder geabstraheerd. Later dat jaar, nadat hij naar Parijs verhuisde, zou hij het figuratieve vrijwel geheel verlaten.

## Toeschrijving en datering
Het schilderij is linksonder gemonogrammeerd PM (Piet Mondriaan). Het wordt door Robert Welsh en Joop Joosten 1911 gedateerd.

## Herkomst
Het werk werd in 1919 door Mondriaan verkocht aan de kunstverzamelaar Sal Slijper in Blaricum. Deze liet het in 1971 na aan het Gemeentemuseum Den Haag, waar het al vanaf 1955 te zien was als bruikleen.